# Bareinización
La bareinización es el esfuerzo del gobierno de Baréin para aumentar la proporción de ciudadanos de Baréin en la fuerza laboral del país. La bareinización implica directivas que requieren que las empresas contraten trabajadores bareiníes, así como capacitación proporcionada por el gobierno para los ciudadanos bareiníes para hacerlos más competitivos en la fuerza laboral.

## Historia y ejemplos
Los aspectos de la bareinización se pueden encontrar en las políticas desde la década de 1970. En la década de 1980, el gobierno introdujo el «Plan de los Diez Mil», un proyecto para capacitar a los ciudadanos de Baréin para el trabajo en el sector privado.
La bareinización a menudo se implementa a través de directivas gubernamentales dirigidas a sectores específicos, como la hospitalidad, los viajes o el sector privado en su conjunto. Por ejemplo, en la década de 1990, el gobierno instituyó el requisito de que solo los ciudadanos de Baréin pudieran ser conductores de taxi, y en la década de 2000, se implementaron requisitos similares para los conductores de camiones y los trabajadores de gasolineras. Las políticas a veces incluyen cuotas para el porcentaje de trabajadores de Baréin en empresas de un sector en particular.
Un ejemplo de una política relacionada con la bareinización citada en la etnografía City of Strangers de Andrew Gardner es la siguiente: «Se pide a las empresas que aumenten el empleo de nacionales en un 5 por ciento al año hasta que la mitad de la mano de obra sea bareiní. Los nuevos establecimientos que emplean a 10 o más trabajadores deben tener un 20 por ciento de bareiníes en su fuerza laboral, con un aumento anual adicional del 5 por ciento hasta alcanzar el 50 por ciento. Las empresas de menos de 10 empleados deben emplear al menos un bareiní que no sea el propietario».

## Impacto
A la bareinización se le atribuye el aumento de la tasa de participación laboral de las mujeres de Baréin. En 2016, la tasa de participación laboral femenina en el sector privado de Baréin fue solo del 11,3 %, pero entre los ciudadanos de Baréin la tasa correspondiente fue del 30 %.
Las políticas de bareinización a veces tienen un efecto negativo en los trabajadores extranjeros de Baréin. A algunos trabajadores extranjeros, incluidos los propietarios de negocios extranjeros, les preocupa que las políticas cambiantes puedan poner en riesgo sus medios de subsistencia. Las políticas han provocado que algunos residentes extranjeros abandonen el país; por ejemplo, desde la década de 1990 hasta la década de 2000, el Club de Leones de Riffa vio caer su membresía de 75 a menos de 40, una disminución que se atribuyó a que los miembros se mudaron debido a la bareinización.

## Comparaciones con otros países del Golfo
La bareinización es una forma de nacionalización de la fuerza laboral (también conocida como «gulfización»), similar a la qatarización, la emiratización y la saudización. Al igual que otros programas de gulfización, la bareinización implica cuotas sobre qué fracción o número de empleados deben ser ciudadanos. Sin embargo, la situación en Baréin difiere de la de otros países del Golfo en algunos aspectos; cuando se introdujeron las cuotas en 1995, Baréin ya tenía una tasa de participación ciudadana en la fuerza laboral más alta que otros países del Golfo.